# Peromyia lobuscorum
Peromyia lobuscorum är en tvåvingeart som beskrevs av Jaschhof 2001. Peromyia lobuscorum ingår i släktet Peromyia och familjen gallmyggor. Inga underarter finns listade i Catalogue of Life.